# Kroger
The Kroger Co. (NYSE: KR) er en amerikansk detailhandelsvirksomhed grundlagt af Bernard Kroger i 1883 i Cincinnati, Ohio. I 2011/12 havde koncernen en omsætning på 90,4 mia. US $ i regnskabsåret der endte 28. januar 2012). Det er USAs største dagligvarekæde og målt på omsætning er det den næststørste detailhandelsvirksomhed i USA og den fjerdestørste i verden ifølge Deloitte. I 2010 drev Kroger enten direkte eller gennem datterselskaber 3.574 butikker. I 2012 havde koncernen 339.000 medarbejdere.
Krogers hovedsæde ligger i Cincinnatis midtby. Koncernen er tilstede på markeder i de fleste delstater i USA med butikstyper der inkluderer supermarkeder, hypermarkeder, stormagasiner, convenience stores, indkøbscentre og smykkeforretninger. Kroger brandede daligvarebutikker findes i hele Midtvesten og det sydlige USA. Kroger er også moderselskab til flere dagligvarekæder med andre mærker såsom Ralph's i Californien.
Krogers medarbejdere er organiseret i fagforeningen United Food and Commercial Workers (UFCW).

## Butikskæder
Krogers butikskæder inden for dagligvarehandel inkluderer:
- Baker's Supermarkets (Nebraska)
- City Market (Colorado, Wyoming, Utah, New Mexico)
- Dillons (Kansas, Missouri)
  - Dillons Marketplace
- Food 4 Less
- Foods Co. (Nordlige Californien)
- Fred Meyer (Alaska, Idaho, Oregon, Washington)
  - Fred Meyer Marketplace
  - Fred Meyer Northwest Best
- Fred Meyer Jewelers (Illinois, Tennessee, Kentucky, Indiana, Ohio, Michigan, Utah, Washington, Nebraska, Oregon, Colorado, Texas, Idaho, Arizona, New Jersey)
  - Barclay Jewelers
  - Fox's Jewelers
  - Littman Jewelers
- Fry's Food and Drug (Arizona)
  - Fry's Marketplace
  - Fry's Mercado
  - Fry's Signature
- Gerbes (Missouri)
- JayC Food Stores (Indiana)
- King Soopers (Colorado, Wyoming)
  - King Soopers Fresh Fare
  - King Soopers Marketplace
- Kroger Food and Drug/Kroger Food & Pharmacy (Ohio, West Virginia, Virginia, Kentucky, Indiana, Illinois, Michigan, Tennessee, North Carolina, South Carolina, Georgia, Mississippi, Texas, Alabama, Arkansas, Louisiana)
  - Kroger Fresh Fare
  - Kroger Marketplace
  - Kroger Signature
- Kwik Shop (Iowa, Kansas, Nebraska)
- Loaf 'N Jug (Colorado, Montana, Nebraska, North Dakota, Wyoming)
- Owen's Market (Indiana)
- Pay Less Food Markets (Indiana)
- Quality Food Centers (Oregon, Washington)
  - QFC Fresh Fare
- Quik Stop (California, Nevada)
- Ralphs (California)
  - Ralphs Fresh Fare
  - Ralphs Marketplace
- Scott's Food & Pharmacy (Indiana)
- Smith's Express (Utah)
- Smith's Food and Drug (Arizona, Idaho, Montana, Nevada, New Mexico, Utah, Wyoming)
  - Smith's Fresh Fare
  - Smith's Marketplace
- Tom Thumb Food Stores (Alabama, Florida)
- Turkey Hill Minit Markets (Pennsylvania, Ohio, Indiana)

## Fødevareproduktion
Udover lager driver The Kroger Co. også et stort netværk af private label-produktioner. 40 fabrikker i 17 stater producerer halvdelen af Krogers næsten 20.000 private label-produkter.